# Anhalt-Bernburg-Schaumburg-Hoym
Anhalt-Bernburg-Schaumburg-Hoym (originalmente Anhalt-Zeitz-Hoym) fue un principado alemán y un miembro del Sacro Imperio Romano Germánico. La muerte del príncipe Víctor Amadeo de Anhalt-Bernburg en 1718, resultó en la partición de sus territorios, heredando su segundo hijo Lebrecht lo que originalmente era conocido como Anhalt-Zeitz-Hoym.
En nombre del principado fue modificado en 1727 de Anhalt-Zeitz-Hoym a Anhalt-Bernburg-Schaumburg-Hoym. La muerte del príncipe Federico el 24 de diciembre de 1812 resultó en la extinción de la casa reinante, por lo que el territorio fue heredado por los príncipes de Anhalt-Bernburg.

## Príncipes de Anhalt-Zeitz-Hoym 1718-1727
- Lebrecht 1718-1727
- Víctor I Amadeo Adolfo 1727

El nombre del Principado es modificado a Anhalt-Bernburg-Schaumburg-Hoym

## Príncipes de Anhalt-Bernburg-Schaumburg-Hoym 1727-1812
- Víctor I Amadeo Adolfo 1727-1772
- Carlos Luis 1772-1806
- Víctor II Carlos Federico 1806-1812
- Federico 1812

El nombre del Principado es modificado a Anhalt-Bernburg